# Довге (Стрийський район)
Довге — село в Моршинській міській громаді Стрийського району Львівської області.

## Географія
Село розкинулося за 2 км від м. Моршин, за 10 км від райцентру м. Стрий і за 92 км від обласного центру м. Львів.
Населення, за переписом 2001 року, склало 963 людини. Село займає площу 13.29 км².
Поштовий індекс — 82464. Телефонний код — 3245.

## Історія
У 1571 році Миколай Сенявський, майбутній польський коронний гетьман, отримав королівське надання  — село Довге в Стрийському старостві.
В Довгому влітку 1900 р. побував український поет Франко Іван. Він приїздив до свого друга, отця Богдара Кирчіва — поета, громадського діяча. На честь Богдара Кирчіва в селі є меморіальна дошка, яка розташована на церкві св. Миколая.
Повернувшись до Львова, Франко опублікував статтю, де подав науковий опис виявлених ним у с. Довгому трьох старовинних рукописних книг, написаних у XVII столітті в Моршині.
14 жовтня 2010 року, на свято Покрови, у с. Довге Стрийського району відбулось дійство посвяти футбольного поля, яке реконструюється, людей, які здійснюють реконструкцію ігрового поля. Проводив посвяту о. Микола Мільчаковський, настоятель церкви св. Миколая (с. Довге), у присутності керівництва ФК «Скала», представника Професіональної футбольної ліги України Геннадія Жданова та мешканців села.

### Школа
Першу 1-класну школу в с. Довгому було відкрито в 1836 році.  
В 1862 р. в с. Довгому була приходська школа, у якій навчалося 23 дитини (21 хлопець і 2 дівчини) вчитель  одержував зарплатню в розмірі 105 фіорентів і 4 сягів дров на рік (фіорент — австрійські гроші) (за матеріалами Львівського інституту  суспільних наук)
В 1866 р. в школі  с. Довге навчалось 48 хлопців  і 28 дівчат. Вчитель  - Барабаш Іван. (Шематизм народних шкіл Львівської греко-католицької Митрополії 1866 р. ст.16.)
В 1912 р. в с. Довгому була одна 2-х класова школа з двома вчителями ; навчалося в ній 102 учні.(Шематизм Львівської архієпархії 1912 р. Фонд Стрийського краєзнавчого музею)
Корпус № 1 школи — деревянний будинок, збудований в 1928 році, розрахований був на 2 класні кімнати і квартиру для вчителя.(Технічний висновок. Проектний інститут"Укржитлоремпроект"  м. Дрогобич 1990 рік). Отець Северин Ямінський зібрав заможниж газдів і побудував школу. Найбільший внесок у будівництво зробив Олекса Бомбик Василь, який  був будівельним майстром. Косар Федір віддав частину своєї землі, дерево на школу давали інші господарі.
В 1939-41 р.  функціонувала  5-класова школа, у якій працювало 4 вчителів.
В 1948-50 р. в початковій школі працювало  4 вчителів  і навчалось 150 учнів.
В 1950 р. школа зросла, було відкрито 5 — й клас.
В 1952 р. школа стала семирічною, а восьмирічною  в 1960 р., у якій навчалося 175 дітей шкільного віку, працювало  15 вчителів, з яких  6 чоловік — з вищою освітою ; 2 — з незакінченою  вищою освітою і 7 вчителів — з  середньою спеціальною педагогічною освітою. В 1963 директором школи стає Гранкіна Олександра Олександрівна, вона викладала рос. мову і літературу. Завучем школи був Ільків Володимир Йосипович.
  З 1965 р. завучем школи стає Пилипчій Богдан Гнатович, вчитель української мови. Гуда Василь Юрійович очолив школу в 1967 році. Пилипчій Степанія Степанівна працювала піонервожатою , Мелен Євгенія Михайлівна — вчитель української мови і літератури.
  В 1989 р. школа стала дев'ятирічною. На даний час в школі навчається 59 учнів, з них  у 1-4 класах — 28 учнів, у 5-9 класах  -  31 учень. В школі функціонує  9  класів, навчання відбувається в одну зміну. Крім того в школі працює бібліотека, книжковий фонд  якої налічує  6205 примірників.  Харчування дітей відбувається у шкільній їдальні.
В школі працюють гуртки: вокальний, «Сходинки до інформатики» (для учнів 1-4 кл.), «Вступ до інформатики» (для учнів 5-9 кл.), екологічний, футбольний, туристичний. Заняття футбольного гуртка проходять у вівторок, середу, п'ятницю з 13:30 до 15:30  на сучасному стадіоні з штучним покриттям «Довге-арена», у школі працює швидкісний інтернет.
Команда школи зайняла ІІІ місце в Стрийському районі серед   основних шкіл (2011\2012 н.р.)
Команда нашої школи представляла Стрийський район на обласних змаганнях по туризму, зайняла ІІІ місце.
Навчально –виховний процес забезпечують  17 вчителів.
Управління  школою  з 2018  н.р.  здійснює: директор школи Ковальська Б.М.

## Населення

### Мова
Розподіл населення за рідною мовою за даними перепису 2001 року:
| Мова       | Кількість | Відсоток |
| ---------- | --------- | -------- |
| українська | 962       | 99.9%    |
| російська  | 1         | 0.1%     |
| Усього     | 963       | 100%     |

## Політика

### Парламентські вибори, 2019
На позачергових парламентських виборах 2019 року у селі функціонувала окрема виборча дільниця № 461494, розташована у приміщенні будинку культури.
Результати
- зареєстровано 939 виборців, явка 52,29%, найбільше голосів віддано за «Слугу народу» — 29,33%, за партію «Голос» — 25,87%, за «Європейську Солідарність» — 17,11%.[7] В одномандатному окрузі найбільше голосів отримав Андрій Гергерт (Всеукраїнське об'єднання «Свобода») — 28,92%, за Володимира Наконечного (Слуга народу) — 16,90%, за Ростислава Кушину (самовисування) — 11,61%[8].

## Відомі особи
- Грицак Ярослав Йосипович — доктор історичних наук, професор Львівського національного університету.
- Кирчів Богдар — поет, громадський діяч.
- Пукас Ірина Ярославівна — начальник управління з питань соціально-культурної діяльності Львівської обласної ради.
- Хома Юрій Васильович — голова наглядової ради ВАТ «Сад» (Харків), депутат Харківської районної ради.
- Хома Василь Васильович — заступник голови Харківської обласної державної адміністрації.